# Hawaii (película de 2013)
Hawaii es una película argentina de drama romántico de 2013. Fue dirigida por Marco Berger. Cuenta la historia de Martín, que luego de años en Uruguay, cae a visitar parientes y se encuentra con que la casa de sus abuelos se vendió, sin saber a donde ir, decide hospedarse en un descampado y pasar el verano hasta ir a Buenos Aires donde tiene un trabajo apalabrado, se acerca a una casa quinta donde su abuela limpiaba cuando él era un niño, ahí se encuentra con Eugenio, ellos jugaban de pequeños, así que recordando eso, decide darle una mano y le da trabajo haciendo mantenimiento de la pileta y resto de la casa.

## Sinopsis
Eugenio pasa el verano cuidando la casa de sus tíos, que alguna vez fue suya, mientras busca inspiración para un guion que está escribiendo. Martín no tiene ninguna ocupación y se ofrece a trabajar en esa casa haciendo todo tipo de arreglos. Se conocieron hace tiempo, siendo chicos, y no se volvieron a ver desde entonces. Cuando Eugenio reconoce en Martín a su amigo de la infancia y se da cuenta de su situación, decide darle trabajo por el verano. Un juego de poder y deseo se genera y una extraña relación comienza a crecer.

## Argumento
Martín un huérfano, llega a su antigua ciudad natal con la esperanza de quedarse con su tía después de la muerte de su abuela. Él descubre que su tía se había mudado sin dejar una dirección de reenvío. Sin lugar para quedarse y con poco dinero, se acuesta detrás de las ruinas de un edificio abandonado. Busca trabajos ocasionales y finalmente es contratado por el escritor Eugenio, un excompañero de juegos de la infancia. Martín no quiere admitir que no tiene hogar y le miente a Eugenio que se queda con su tía. Eugenio finalmente se entera de la situación de Martín y lo convence de quedarse en su casa durante el verano.
Al principio, Eugenio no recuerda mucho sobre Martín, pero poco a poco comienzan a recordar sus vivencias compartidas cuando eran niños. Eugenio se da cuenta de su creciente atracción por Martín, pero se muestra reacio a perseguirlo, ya que no parece estar aprovechando la situación financiera actual de Martín. También teme que incluso si Martín, de voz suave, pudiera corresponder sus sentimientos, podría ser solo porque Martín se siente en deuda con él. El propio Martín se siente atraído por Eugenio, pero no sabe si Eugenio es gay. Y dado su historial empobrecido, no quiere presumir de la amabilidad de Eugenio.
No obstante, Eugenio y Martín se acercan lentamente, y Eugenio encuentra cada vez más difícil ocultar su atracción. Un día, mientras mueve algunos muebles, Eugenio accidentalmente tira algunos dibujos de hombres desnudos de su escritorio. Martín ve los dibujos, pero Eugenio evita deliberadamente hablar de ello. Martín se da cuenta de que Eugenio podría sentirse atraído por él. Martín confirma sus sospechas cuando ve la reacción nerviosa de Eugenio después de que deliberadamente se desnuda frente a Eugenio una noche con la excusa de lavar la ropa.
Martín besa a Eugenio a la mañana siguiente, seguro de que Eugenio también se siente atraído por él. Pero Eugenio lo rechaza inesperadamente, y Martín se confunde. Esa tarde, Eugenio descubre que Martín había empacado y dejado la casa. Lo busca durante varios días pero no puede encontrarlo. Eugenio recuerda a Martín recordando "dos piñas". Se da cuenta de que Martín estaba hablando de una imagen de un carrete de Hawái que solían mirar en un View-Master cuando eran niños. Busca el carrete y el viejo View-Master y los deja detrás del edificio abandonado en el que Martín solía quedarse. Unos días más tarde, Martín regresa, llevando el View-Master con él. Se sonríen y se besan.

## Elenco
- Manuel Vignau como Eugenio.
- Mateo Chiarino como Martín.
- Luz Palazón como Señora.
- Antonia De Michelis como Vecina.
- Manuel Martínez Sobrado como Hermano de Eugenio.